# Frank Marshall (produttore cinematografico)
Frank Wilson Marshall (Glendale, 13 settembre 1946) è un produttore cinematografico e regista statunitense.
Con sua moglie Kathleen Kennedy e Steven Spielberg è uno dei fondatori della Amblin Entertainment. Egli è anche in collaborazione con la Kennedy nella The Kennedy/Marshall Company, una società di produzione cinematografica nata nel 1991 sotto contratto con la Universal Pictures.

## Biografia
Marshall è nato a Glendale, una città della contea di Los Angeles ed è figlio del compositore Jack Marshall. Marshall era uno studente dell'UCLA dove faceva parte della confraternita Alpha Tau Omega; un campo al Drake Stadium (sempre alla UCLA) è stato chiamato in suo onore.
Lavora per i grandi film di Hollywood sin dal 1973. Le sue prime attività coprivano i ruoli di Location manager e produttore associativo in film come L'ultimo spettacolo, Paper Moon - Luna di carta e Ma papà ti manda sola? per lavorare poi in E.T. l'extra-terrestre e ricevendo fama di produttore per Daisy Miller, la tetralogia di Indiana Jones, la trilogia di Ritorno al futuro, Il colore viola (nomination all'Oscar al miglior film), Chi ha incastrato Roger Rabbit, L'impero del sole e Poltergeist - Demoniache presenze.
Altri film che lo vedono coinvolto nel ruolo di produttore sono Il sesto senso, La neve cade sui cedri, Jurassic World e Crossing Over. In un'intervista a MTV dichiara di aver intenzione di realizzare un sequel (o prequel ) di Roger Rabbit  per una distribuzione sul grande schermo. Debutta alla regia nel 1990 con Aracnofobia e dirigerà 8 amici da salvare, Alive - Sopravvissuti e Congo. Marshall e Kennedy sono stati produttori della versione americana del lavoro d'animazione del 2008 dello Studio Ghibli, Ponyo sulla scogliera.

## Filmografia parziale

### Regista
- Aracnofobia (Arachnophobia) (1990)
- Alive - Sopravvissuti (Alive) (1993)
- Congo (1995)
- 8 amici da salvare (Eight Below) (2006)

### Produttore
- Paper Moon - Luna di carta (Paper Moon), regia di Peter Bogdanovich (1973)
- I predatori dell'arca perduta (Raiders of the Lost Ark), regia di Steven Spielberg (1981)
- Poltergeist - Demoniache presenze (Poltergeist), regia di Tobe Hooper (1982)
- Ai confini della realtà (Twilight Zone: The Movie), regia di Joe Dante, John Landis, Steven Spielberg e George Miller (1983)
- Il colore viola (The Color Purple), regia di Steven Spielberg (1985)
- L'impero del sole (Empire of the Sun), regia di Steven Spielberg (1987)
- Chi ha incastrato Roger Rabbit (Who Framed Roger Rabbit), regia di Robert Zemeckis (1988)
- Joe contro il vulcano (Joe Versus the Volcano), regia di John Patrick Shanley (1990)
- Hook - Capitan Uncino (Hook), regia di Steven Spielberg (1991)
- La chiave magica (The Indian in the Cupboard), regia di Frank Oz (1995)
- Seabiscuit - Un mito senza tempo (Seabiscuit), regia di Gary Ross (2003)
- The Bourne Supremacy, regia di Paul Greengrass (2004)
- Hoot, regia di Wil Shriner (2006)
- The Bourne Ultimatum - Il ritorno dello sciacallo (The Bourne Ultimatum), regia di Paul Greengrass (2007)
- Il curioso caso di Benjamin Button (The Curious Case of Benjamin Button), regia di David Fincher (2008)
- Indiana Jones e il regno del teschio di cristallo (Indiana Jones and the Kingdom of the Crystal Skull), regia di Steven Spielberg (2008)
- Crossing Over, regia di Wayne Kramer (2009)
- L'ultimo dominatore dell'aria (The Last Airbender), regia di M. Night Shyamalan (2010)
- The Bourne Legacy, regia di Tony Gilroy (2012)
- Jurassic World, regia di Colin Trevorrow (2015)
- Il GGG - Il grande gigante gentile (The BFG), regia di Steven Spielberg (2016)
- Jason Bourne, regia di Paul Greengrass (2016)
- Assassin's Creed, regia di Justin Kurzel (2016)
- Sully, regia di Clint Eastwood (2016)
- Jurassic World - Il regno distrutto (Jurassic World: Fallen Kingdom), regia di Juan Antonio Bayona (2018)
- Jurassic World - Il dominio (Jurassic World: Dominion), regia di Colin Trevorrow (2022)
- Diana, regia di Christopher Ashley (2021)
- Indiana Jones e il quadrante del destino (Indiana Jones and the Dial of Destiny), regia di James Mangold (2023)
- Twisters, regia di Lee Isaac Chung (2024)
- Jurassic World - La rinascita (Jurassic World Rebirth), regia di Gareth Edwards (2025)

### Produttore esecutivo
- I guerrieri della notte (The Warriors), regia di Walter Hill
- Gremlins, regia di Joe Dante (1984)
- Indiana Jones e il tempio maledetto (Indiana Jones and the Temple of Doom), regia di Steven Spielberg (1984)
- Fandango, regia di Kevin Reynolds (1985)
- Ritorno al futuro (Back to the Future), regia di Robert Zemeckis (1985)
- I Goonies (The Goonies), regia di Richard Donner (1985)
- Indiana Jones e l'ultima crociata (Indiana Jones and the Last Crusade), regia di Steven Spielberg (1989)
- Ritorno al futuro - Parte II (Back to the Future Part II), regia di Robert Zemeckis (1989)
- Ritorno al futuro - Parte III (Back to the Future Part III), regia di Robert Zemeckis (1990)
- Gremlins 2 - La nuova stirpe (Gremlins 2: The New Batch), regia di Joe Dante (1990)
- Swing Kids - Giovani ribelli (Swing Kids), regia di Thomas Carter (1993)
- The Bourne Identity, regia di Doug Liman (2002)
- I due presidenti (The Special Relationship), regia di Richard Loncraine (2010) - Film TV
- Hereafter, regia di Clint Eastwood (2010)